# Chucunaque
Chucunaque – rzeka w Panamie, najdłuższa w tym kraju. Liczy 231 kilometrów. Jest dopływem rzeki Tuira. Powstaje z połączenia rzek: Chico i Chiati. Płynie przez prowincję Darién. Nad jej brzegiem leży miasto Yaviza.